# Spiegelbartvogel
Der Spiegelbartvogel (Stactolaema whytii) ist eine Vogelart aus der Familie der Afrikanischen Bartvögel. Die unauffällig bräunlich gefiederte und kompakt gebaute Art kommt in Afrika südlich des Äquators vor. Es werden mehrere Unterarten unterschieden. Die IUCN stuft den Spiegelbartvogel als nicht gefährdet (least concern) ein. Benannt wurde er nach dem schottischen Naturforscher Alexander Whyte, der im Auftrag der britischen Regierung im heutigen Malawi aktiv war.

## Erscheinungsbild

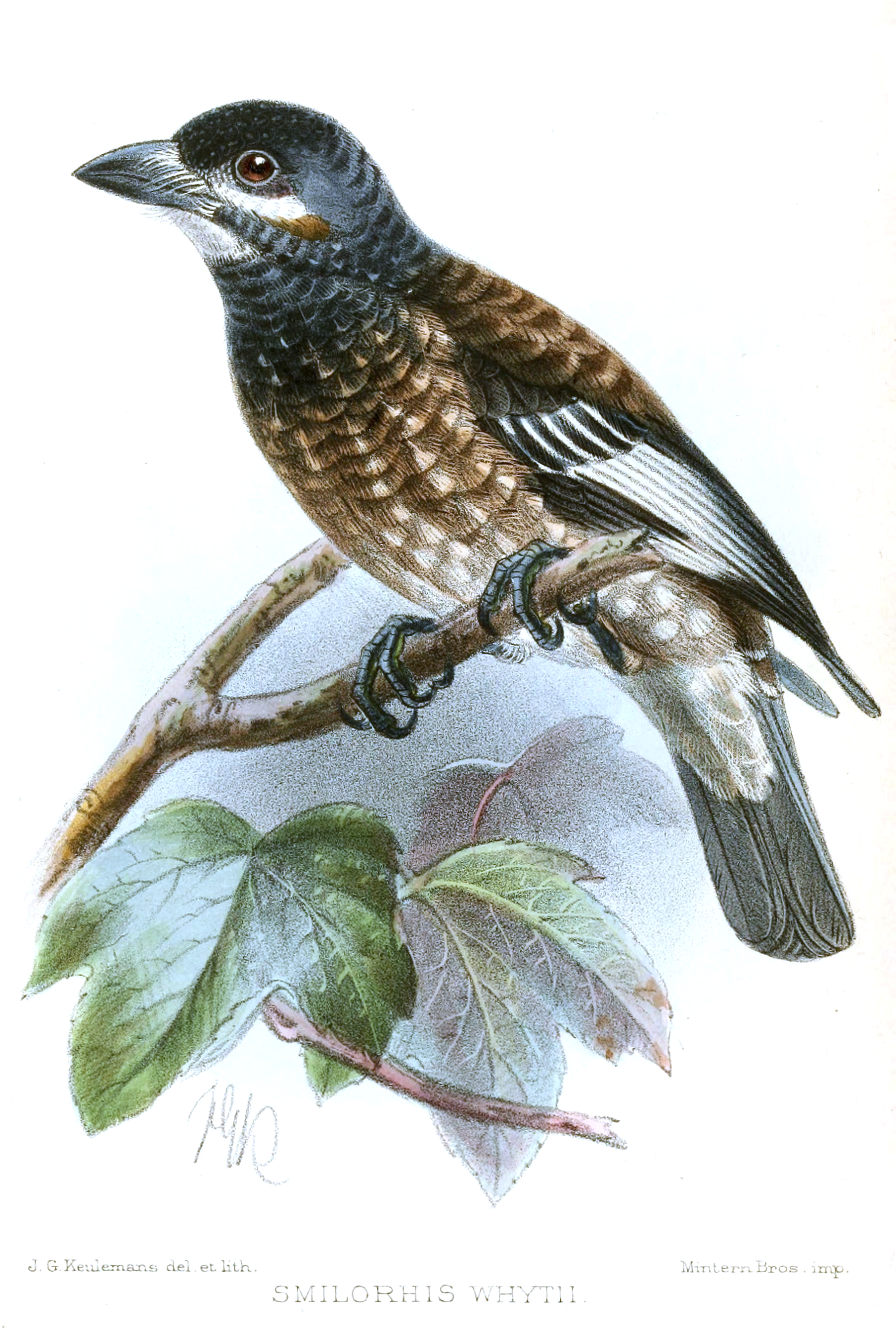
Spiegelbartvogel, Illustration

Die Männchen der Nominatform erreichen eine Flügellänge von 9,0 bis 9,4 Zentimetern. Körpermaße liegen ansonsten nur für Unterarten vor. Die Unterart Stactolaema whytii sowerbyi beispielsweise hat eine Flügellänge von 8,8 bis 9,8 Zentimetern, eine Schwanzlänge von 5,2 bis 5,6 Zentimetern und eine Schnabellänge zwischen 1,6 und 2,0 Zentimetern. Weibchen haben ähnliche Körpermaße. Ansonsten besteht – wie für Stactolaema-Arten typisch – kein auffälliger Sexualdimorphismus.
Die Männchen der Nominatform haben einen dunklen Oberscheitel, ein dünner blassgelber Strich trennt die Schnabelbasis vom Scheitel und setzt sich als Augenüberstreif fort. Unterhalb der Augenregion verläuft ein gelblich-weißer Strich. Ansonsten ist das Gesicht grauschwarz, die Körperoberseite ist braun. Die Steuerfedern sind oberseits schwarzbraun und auf der Unterseite graubraun. Das Kinn ist weißlich, Kehle und Brust sind bräunlich, wobei die Federsäume jeweils etwas blasser sind. Die Körperseiten sind dunkler als die Mitte der Körperunterseite. Die Flanken sind braun und weiß, die Bauchmitte bis zu den Unterschwanzdecken ist weiß mit braunen Flecken. Der Schnabel ist schwarz, die Augen sind braun. Die unbefiederte Haut rund um die Augen ist matt schwarz. Die Beine und Füße sind graugrün bis schwarz. Die einzelnen Unterarten unterscheiden sich von der Nominatform durch eine geringfügig unterschiedliche Gesichtszeichnung. So weist die Unterart S. w. angoniensis beispielsweise ein stärker gelb befiedertes Gesicht auf.
Von dem zur selben Gattung gehörenden Weißohr-Bartvogel unterscheidet sich der Spiegelbartvogel durch die teilweise weißen Handschwingen. Der Strohkopf-Bartvogel hat anders als der Spiegelbartvogel ein weitgehend gelbes Gesicht sowie eine gelbe Kehle.

## Verbreitungsgebiet und Lebensraum
Der Spiegelbartvogel kommt im Süden der DR Kongo, in Sambia, Tansania, im Nordosten Simbabwes, im Süden Malawis und im Norden von Mosambik vor. Er kommt in Wäldern in einer Höhenlage zwischen 760 und 2500 Metern vor. Sein Lebensraum sind der Miombo, offene Wälder und gelegentlich auch Gärten. Er ist regional häufig, mit den anderen Angehörigen seiner Gattung typischerweise parapatrisch, was darauf hindeutet, dass er mit anderen Arten seiner Gattung in Konkurrenz steht. 

## Lebensweise
Der Spiegelbartvogel ist ein sozial lebender Vogel, der überwiegend in kleinen Trupps vorkommt. Dabei handelt es sich vermutlich um Elternvögel mit ausgewachsenem Nachwuchs, die im Territorium der Elternvögel leben und sich als Helfervögel an der Aufzucht ihrer Geschwister beteiligen. Es handelt sich um Höhlenbrüter, der Nistbaum ist das Zentrum ihres Territoriums.
Die Nahrung des Spiegelbartvogels besteht aus Früchten und Beeren sowie Insekten. Heuschrecken und Libellen werden von ihnen häufig im Flug gefangen. Andere Insekten wie beispielsweise Ameisen werden gefangen, wenn die Spiegelbartvögel das Laubwerk und die Rinde von Bäumen und Büschen absuchen. Während der Nahrungssuche hängen Spiegelbartvögel mitunter meisenähnlich kopfüber an Ästen. Sehr selten kommen sie für die Nahrungssuche auch auf den Boden. Während der Nahrungssuche sind die Angehörigen eines Trupps sehr lebhaft und es kommt zu häufigen Interaktionen zwischen den einzelnen Gruppenmitgliedern. Dort, wo sich – wie in Sambia – ihr Verbreitungsgebiet mit dem des Halsband-Bartvogels überlappt, kommt es auch zu aggressiven Interaktionen mit dieser Art.
Zu den Brutparasiten des Spiegelbartvogels gehört der Kleine Honiganzeiger. Grundsätzlich hält sich immer ein Mitglied des Trupps an der Höhlenöffnung oder in der Nisthöhle auf, das in der Regel erfolgreich verhindert, dass der Kleine Honiganzeiger in die Nisthöhle eindringen kann. 
Die Fortpflanzungszeit fällt in den Zeitraum September bis November. Das Gelege besteht aus bis zu fünf Eiern. Die Brutzeit ist nicht bekannt. Frisch geschlüpfte Spiegelbartvögel werden zunächst nur mit Insekten, später zunehmend auch mit Früchten gefüttert. Die Nestlingszeit beträgt etwa 40 Tage. Helfer- und Elternvögel übernachten auch während der Nestlingszeit in der Bruthöhle.

## Belege